# Makhtar Gueye
Makhtar Gueye (ur. 4 grudnia 1997) – senegalski piłkarz grający na pozycji napastnika w Blackburn Rovers w angielskiej EFL Championship.

## Kariera klubowa

### Saint-Éttiene
Swoją piłkarską karierę Gueye rozpoczął w 2009 roku w juniorach klubu US Gorée. W 2018 roku wyjechał do Francji i został zawodnikiem AS Saint-Étienne. Początkowo grał w rezerwach tego klubu, a 19 sierpnia 2018 zadebiutował w jego barwach w Ligue 1 w zremisowanym 1:1 wyjazdowym meczu z RC Strasbourg. W 88. minucie tego meczu strzelił gola.
Latem 2019 roku Gueye został na rok wypożyczony do AS Nancy w francuskiej Ligue 2. W Nancy swój debiut zanotował 2 sierpnia 2019 w zremisowanym 1:1 wyjazdowym spotkaniu z Valenciennes FC.

### KV Oostende
28 lipca 2020 Gueye został sprzedany za 1,25 milionów euro do KV Oostende, w którym swój debiut zaliczył 10 sierpnia 2020 w przegranym 1:2 domowym meczu z Beerschotem. 
31 sierpnia 2022 Gueye dołączył do Realu Zaragoza na zasadzie rocznego wypożyczenia.

### RWD Molenbeek
30 lipca 2023 RWDM w belgiskiej Jupiler Pro League ogłosił transfer Gueye, którego suma wynosiła ok. 3 miliony euro. Senegalczyk podpisał z klubem 3-letni kontrakt.

### Blackburn Rovers
Po spadku RWDM z najwyższej klasy rozgrywkowej, Gueye przeniósł się do Blackburn Rovers w angielskiej EFL Championship. 30 lipca 2024 klub ogłosił, że Senegalczyk podpisał 3-letni kontrakt z opcją przedłużenia o kolejny rok. Pierwszego gola dla klubu strzelił 13 sierpnia 2024, w wygranym 6:1 meczu Puchar Ligi Angielskiej z Stockport County. Pierwszego ligowego gola w Anglii strzelił 10 grudnia 2024, w wygranym 1:0 meczu z Sheffield  Wednesday.